# Микроразъём ленточного типа
Соединитель микроразъёма ленточного типа — общий тип электрических соединителей, в основном использующийся в компьютерной и телекоммуникационной областях.
Часто упоминается как Centronics благодаря широкому использованию параллельного интерфейса Centronics.
Также известен как Amphenol, Delta ribbon, CHAMP и 25-парный соединитель.
Несмотря на то, что был разработан компанией Amphenol, множество компаний до сих пор производят продукты с применением этой технологии, как например, Telco (англ.), AMP Inc. и Hirose Electric Group.

## Описание
Соединитель микроразъема ленточного типа содержит два параллельных ряда контактов в экранированном корпусе. Существуют 14-, 24-, 36-, 50- и 64-контактные варианты для подключения плат, удлинителей или терминирующих кабелей. Соединитель изготавливается при помощи припаивания, обжатия или изоляции и прочее. Соединители типа «мама» имеют специальные отверстия и перемычки для повышения надёжности соединения с соединителем типа «папа». В телекоммуникационной области вместо них используются винтообразные разъёмы, так как потеря соединителя способна нанести больший урон.

## Применение

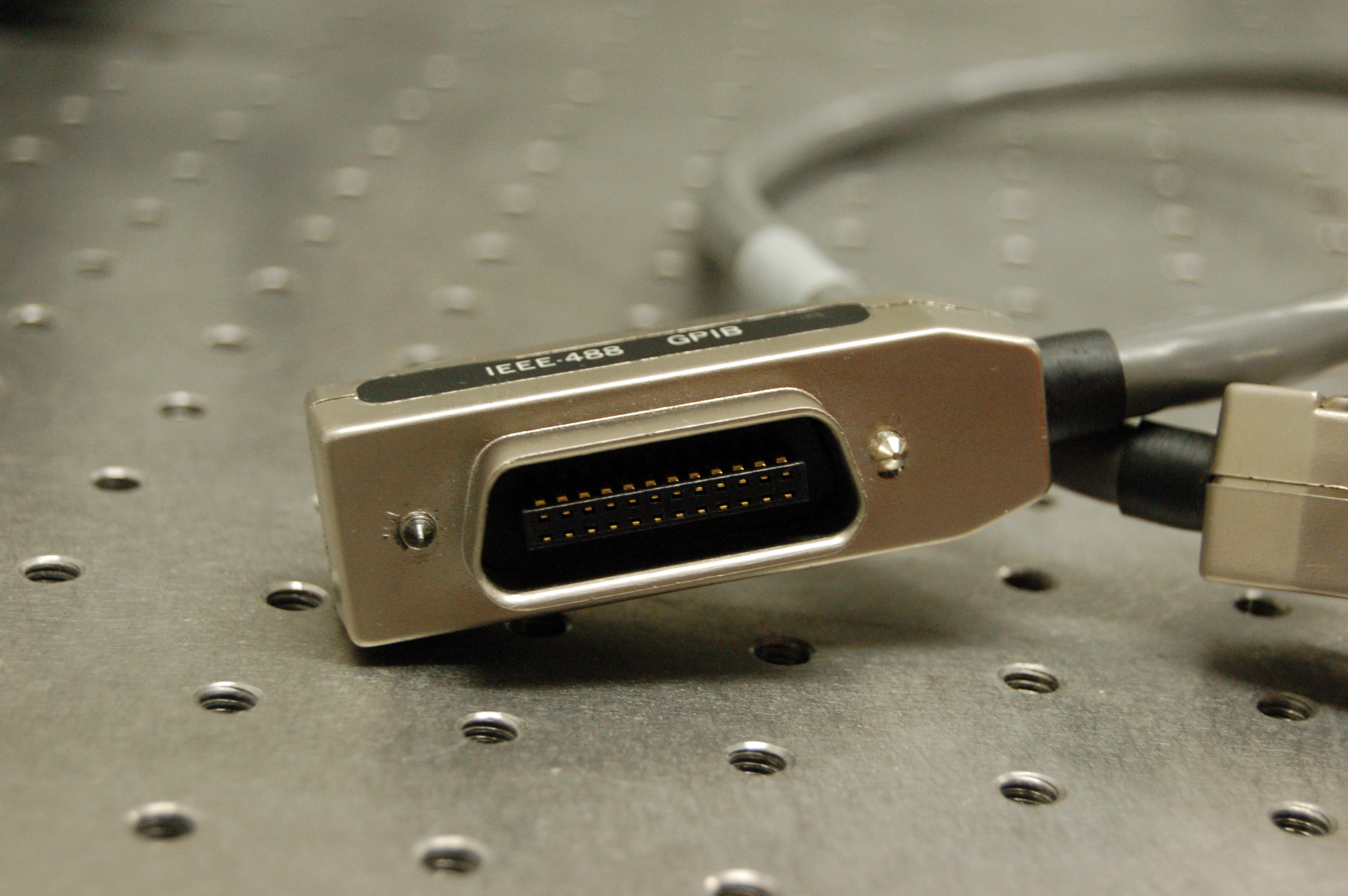
24-контактный соединитель: интерфейс IEEE 488 (GPIB);
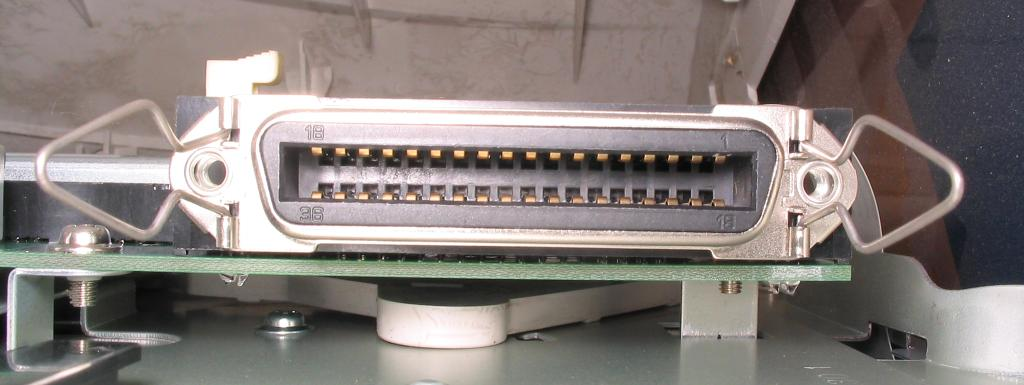
36-контактный разъем кабеля типа «мама»: интерфейс IEEE 1284-B («Centronics»);
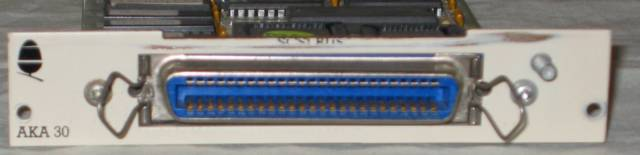
50-контактный соединитель типа «мама» на плате: интерфейс SCSI-1;
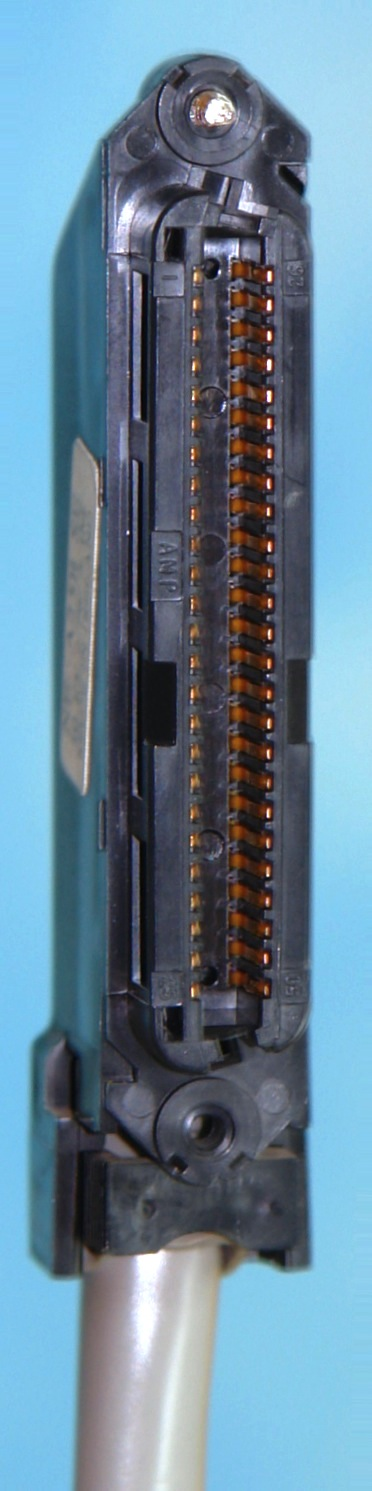
50-контактный соединитель: телефонный соединитель RJ21.